# Villevenard
Villevenard település Franciaországban, Marne megyében. Lakosainak száma 194 fő (2022. január 1.). Villevenard Congy, Baye, Coizard-Joches, Courjeonnet, Oyes, Reuves és Talus-Saint-Prix községekkel határos.

## Népesség
A település népessége az elmúlt években az alábbi módon változott:
| Lakosok száma | 211  | 217  | 204  | 197  | 203  | 212  | 215  | 203  | 197  | 194  |
|               | 1968 | 1982 | 1990 | 2006 | 2013 | 2015 | 2017 | 2019 | 2020 | 2022 |